# Acțiunile militare de pe aliniamentul Cricov-Ialomița (1916)
Acțiunile militare de pe aliniamentul Cricov-Ialomița s-au desfășurat între 25 noiembrie/8 decembrie - 30 noiembrie/13 decembrie 1916 și au avut ca rezultat înfrângerea forțelor române de către trupele Puterilor Centrale.
Luptele s-au desfășurat imediat după Bătălia pentru București, încheiată cu victoria forțelor centrale. Obiectivul comandamentului român era de a întârzia înaintarea inamicului prin acțiuni ofensive, în scopul de a câștiga timp pentru a permite concentrarea trupelor rusești pe linia de rezistență Râmnicu Sărat—Viziru—Dunărea.
După înfrângerea încercării de rezistență pe acest aliniament, forțele române au fost nevoite să continue mișcarea generală de retragere către sudul Moldovei.

## Contextul operativ strategic

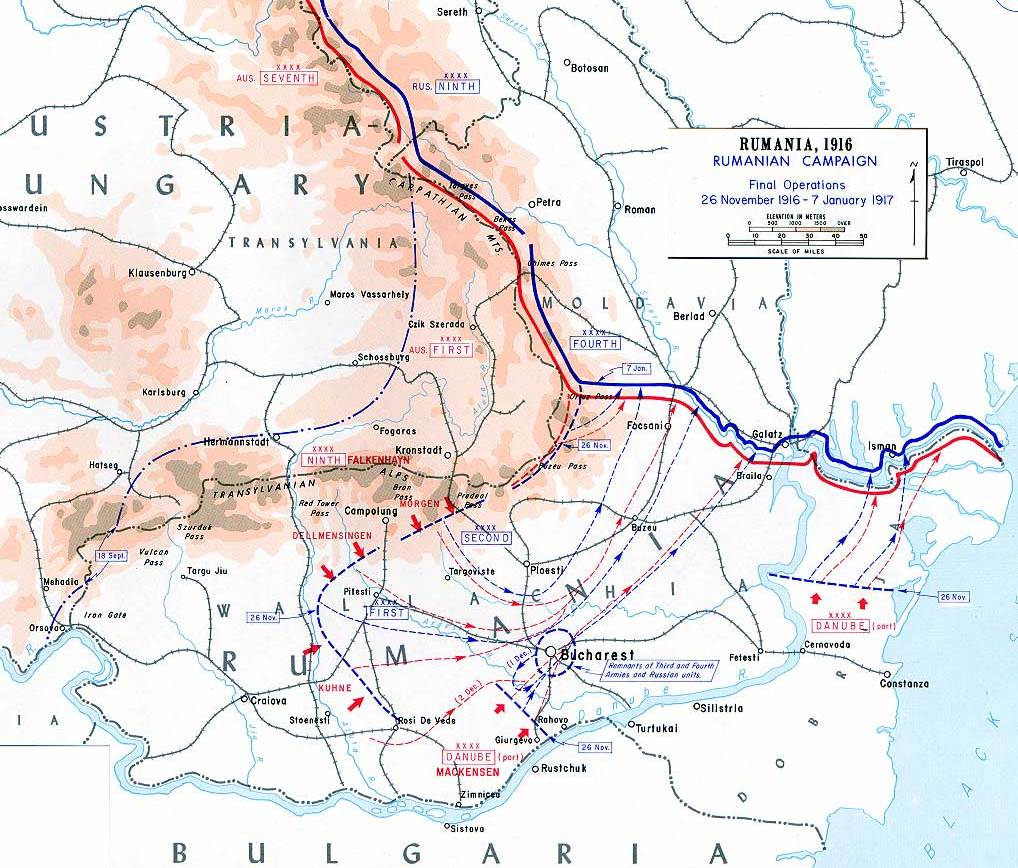
Ocuparea Munteniei, noiembrie-decembrie 1916

Acțiunile militare de pe aliniamentul Cricov-Ialomița au făcut parte din operația de apărare a teritoriului Munteniei, cea de-a patra operație de nivel strategic desfășurată de Armata României în campania anului 1916.:pp 491-494

## Forțe participante

### Dispozitivul forțelor române
Forțele române erau dispuse de-a lungul râurilor Cricov, Prahova și Ialomița, până în regiunea Urziceni. De la Urziceni la Dunăre frontul era ocupat de Corpul 4 Armată rus, comandat de generalul Aliev. Aripa dreaptă a forțelor române era formată din Armata 2, comandată de generalul Alexandru Averescu, care ocupa dispozitiv de luptă din munți până la calea ferată Ploiești-Buzău. În continuare erau dispuse forțele Grupului de armate general Prezan, format din Armata 1 comandată de generalul Dumitru Stratilescu și Grupul Istrate - format din rămășițele Grupului de manevră și ale Grupului Apărării Dunării, comandat de generalul Ioan Istrate.:p. 491

### Dispozitivul forțelor germane
Forțele Puterilor Centrale erau grupate în două armate. Armata 9 germană comandată de generalul Erich von Falkenhayn avea ca
axă de înaintare calea ferată Ploiești-Buzău, cu Grupul Kraft în stânga, în regiunea muntoasă și Grupul Morgen în dreapta. Armata de Dunăre, formată din Grupul Kosch și forțe bulgare, înainta de-a lungul Dunării, pe direcția principală Călărași - Slobozia - Brăila.:p. 522

## Comandanți

### Comandanți români
Comandant al Armatei 1 - General de divizie Constantin Prezan

Comandant al Armatei 2 - General de divizie Alexandru Averescu

Comandant al Grupului Istrate - General de brigadă Ioan Istrate

### Comandanți ai Puterilor Centrale
Comandanț al Armatei de Dunăre - General August von Mackensen

Comandant al Armatei 9 - General de infanterie Erich von Falkenhayn:pp. 183-184